# Corona 48
Corona 48 – amerykański satelita rozpoznawczy. Był dziesiątym statkiem serii Keyhole-4 ARGON tajnego programu CORONA. Jego zadaniem było wykonanie wywiadowczych zdjęć Ziemi. Kapsułę ze zdjęciami przechwycono po czterech dniach od startu. Zdjęcia były poważnie uszkodzone przez działanie ładunków elektrostatycznych i promieniowanie.
Podaje się dwie daty powrotu korpusu satelity do atmosfery: 22 sierpnia i 26 sierpnia 1962.

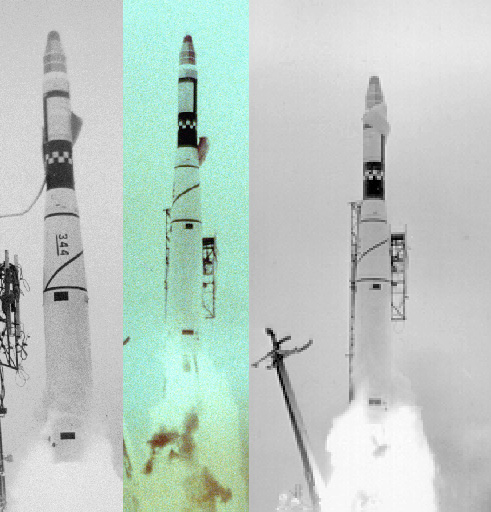
Start rakiety Thor Agena D z satelitą Corona 48 na pokładzie

## Ładunek
- Dwa aparaty fotograficzne typu „Mural” o ogniskowej długości 61 cm i rozdzielczości przy Ziemi około 7,6 metra
- Pomiar gęstości elektronów
- Pomiary jonów i elektronów
- Pomiary spektrometryczne promieniowania beta i gamma
- Detektor mikrometeoroidów
- Pomiar pola magnetycznego satelity
- Pomiar promieniowania kosmicznego płytami z emulsją czułą na takie promieniowanie